# Dominika Włodarczyk
Dominika Włodarczyk (* 27. Januar 2001 in Wieluń) ist eine polnische Radrennfahrerin.

## Sportlicher Werdegang
Włodarczyk wuchs in der Ortschaft Okalew unweit ihres Geburtsortes Wieluń in der Gemeinde Ostrówek auf und begann 2013 mit dem Radsport beim Radsportverein MLKS Wieluń. 2019 gewann sie die polnischen Junioren-Meisterschaften im Bergfahren. Als Juniorin und in der U23 vertrat sie Polen mehrfach bei Welt- und Europameisterschaften auf Straße und im Cyclocross.
Von 2021 bis 2023 war sie beim polnischen Kontinentalteam MAT Atom Deweloper unter Vertrag. In dieser Zeit verzeichnete sie zahlreiche Erfolge bei Nachwuchsrennen, wurde 2021 polnische U23-Meisterin im Cyclocross und in den beiden Folgejahren in der Elite. Zudem landete sie bei den polnischen Straßen-Meisterschaften mehrfach auf dem Podium.
Zur Saison 2024 wechselte sie zu UAE Team ADQ, womit sie erstmals auf WorldTour-Niveau fahren konnte. In ihren ersten beiden Rennen für UAE kam sie in die Top 10 bei der Tour Down Under und auf das Podium des Great Ocean Road Race. Im Juli des Jahres wurde sie polnische Meisterin im Straßenrennen.

## Erfolge

### Straße
2019
 Polnische Meisterin – Bergfahren (Junioren)
2021
eine Etappe und Nachwuchswertung Belgrade GP Woman Tour
2022
Bergwertung und Nachwuchswertung Princess Anna Vasa Tour
eine Etappe und Nachwuchswertung Giro della Toscana Femminile
Gesamtwertung und zwei Etappen Watersley Womens Challenge
2023
zwei Etappen und Punktewertung Gracia Orlová
zwei Etappen, Punkte- und Nachwuchswertung Tour de Feminin
Punkte-, Berg- und Nachwuchswertung Princess Anna Vasa Tour
Gesamtwertung und eine Etappe Watersley Womens Challenge
2024
 Polnische Meisterin – Straßenrennen
Bergwertung Princess Anna Vasa Tour
2025
Bergwertung Tour of Britain
La Picto-Charentaise

### Cyclocross
2020/2021
 Polnische Meisterin (U23)
2021/2022
 Polnische Meisterin
2022/2023
 Polnische Meisterin